# Лига чемпионов УЕФА 2021/2022. Квалификация
Эта статья содержит информацию о квалификационных раундах Лиги чемпионов УЕФА 2021/2022.
В рамках квалификации Лиги чемпионов проводятся два отдельных отборочных турнира. Первый — для чемпионов, которые не получили путёвку в групповой этап напрямую. Второй — для команд, не являющихся чемпионами своих стран и не квалифицированных напрямую в групповой этап.
Команды, проигравшие в предварительном и первом квалификационных раундах Лиги чемпионов примут участие во втором квалификационном раунде Лиги конференций, проигравшие во втором квалификационном раунде Лиги чемпионов — в третьем квалификационном раунде Лиги Европы, проигравшие на чемпионском пути в третьем квалификационном раунде Лиги чемпионов — в раунде плей-офф Лиги Европы, а проигравшие в четвёртом квалификационном раунде и на нечемпионском пути в третьем квалификационном раунде Лиги чемпионов попадут в групповой этап Лиги Европы.
При жеребьёвке каждого из раундов участвующие команды делятся на «сеяные» и «несеяные» в соответствии с их коэффициентами на конец сезона 2020/21.
Время указанно по CEST (UTC+2), в соответствии с правилами УЕФА (местное время, если отличается, указано в скобках).

## Расписание жеребьёвок и матчей
| Раунд                         | Жеребьёвка     | Первый матч               | Ответный матч        |
| ----------------------------- | -------------- | ------------------------- | -------------------- |
| Предварительный раунд         | 8 июня 2021    | 22 июня 2021 (полуфиналы) | 25 июня 2021 (финал) |
| Первый квалификационный раунд | 15 июня 2021   | 6—7 июля 2021             | 13—14 июля 2021      |
| Второй квалификационный раунд | 16 июня 2021   | 20—21 июля 2021           | 27—28 июля 2021      |
| Третий квалификационный раунд | 19 июля 2021   | 3—4 августа 2021          | 10 августа 2021      |
| Раунд плей-офф                | 2 августа 2021 | 17—18 августа 2021        | 24—25 августа 2021   |

## Участники
| Клуб           | Коэф.          |
| Путь чемпионов | Путь чемпионов |
| -------------- | -------------- |
| Зальцбург      | 59.000         |
| Брондбю        | 7.000          |

| Клуб                    | Коэф.          |
| Путь чемпионов          | Путь чемпионов |
| ----------------------- | -------------- |
| Славия (Прага)          | 43.500         |
| Рейнджерс               | 31.250         |
| Путь представителей лиг |                |
| Шахтёр (Донецк)         | 79.000         |
| Бенфика                 | 50.000         |
| Монако                  | 36.000         |
| Генк                    | 30.000         |
| Спартак (Москва)        | 18.500         |

| Клуб                    | Коэф.          |
| Путь чемпионов          | Путь чемпионов |
| ----------------------- | -------------- |
| Олимпиакос              | 43.000         |
| Янг Бойз                | 35.000         |
| Црвена звезда           | 32.500         |
| Омония                  | 5.500          |
| Путь представителей лиг |                |
| Селтик                  | 34.000         |
| ПСВ                     | 29.000         |
| Спарта (Прага)          | 17.500         |
| Галатасарай             | 17.000         |
| Рапид (Вена)            | 17.000         |
| Мидтьюлланн             | 13.500         |

| Клуб                | Коэф.          |
| Путь чемпионов      | Путь чемпионов |
| ------------------- | -------------- |
| Динамо (Загреб)     | 44,500         |
| Лудогорец           | 28,000         |
| Мальмё              | 18,500         |
| ЧФР                 | 16,500         |
| Легия               | 16.500         |
| Шериф               | 14.500         |
| Ференцварош         | 13.500         |
| Шкендия             | 9.000          |
| Слован (Братислава) | 7.500          |
| Жальгирис           | 6.500          |
| Динамо (Тбилиси)    | 6.500          |
| Алашкерт            | 6.500          |
| Флора               | 6.250          |
| Кайрат              | 6,000          |
| Будучность          | 6.000          |
| Линкольн Ред Импс   | 5.750          |
| Рига                | 5.500          |
| ХИК                 | 5.500          |
| Шахтёр (Солигорск)  | 5.250          |
| Линфилд             | 5.250          |
| Фола                | 5.250          |
| Нефтчи              | 5.000          |
| Маккаби (Хайфа)     | 4.875          |
| Шемрок Роверс       | 4.750          |
| Коннас-Ки Номадс    | 4.750          |
| Валюр               | 4.250          |
| Будё-Глимт          | 4.200          |
| Хибернианс          | 3.750          |
| Мура                | 3.000          |
| Теута               | 2.750          |
| Борац               | 1.600          |

| Клуб              | Коэф.          |
| Путь чемпионов    | Путь чемпионов |
| ----------------- | -------------- |
| Приштина          | 2.250          |
| ХБ Торсхавн       | 2.250          |
| Интер Эскальдес   | 1.500          |
| Фольгоре/Фальчано | 1.000          |

## Предварительный квалификационный раунд
Жеребьёвка предварительного квалификационного раунда была проведена 8 июня 2021 года в 12:00 CEST. Матчи предварительного раунда, состоящие из двух полуфиналов 22 июня 2021 года и финала 25 июня 2021 года, первоначально должны были состояться в Гундадалуре, Торсхавн на Фарерских островах, но были перенесены из-за ограничений, связанных с пандемией COVID-19 на Фарерских островах. Матчи прошли в Албании: полуфиналы были сыграны на «Эльбасан Арене» в Эльбасане и на стадионе «Нико Дована» в Дурресе, а финал — на «Эльбасан Арене».
Победитель финального раунда вышел в первый квалификационный раунд. Проигравшие в полуфинальном и финальном раунде попали во второй квалификационный раунд Лиги конференций УЕФА 2021/2022.

### Посев
В предварительном квалификационном раунде команды согласно таблице коэффициентов УЕФА делились на «сеяные» и «несеяные».
| Сеяные                   | Несеянные                             |
| ------------------------ | ------------------------------------- |
| - ХБ Торсхавн - Приштина | - Фольгоре/Фальчано - Интер Эскальдес |

### Сетка
|  | Полуфинальный раунд | Полуфинальный раунд |           |   | Финальный раунд | Финальный раунд |
|  |                     |                     |           |   |                 |                 |
|  | 22 июня –           |                     |           |   |                 |                 |
|  |                     |                     |           |   |                 |                 |
|  | Фольгоре/Фальчано   | 0                   |           |   |                 |                 |
|  | Фольгоре/Фальчано   | 0                   | 25 июня – |   |                 |                 |
|  | Приштина            | 2                   |           |   |                 |                 |
|  | Приштина            | 2                   | Приштина  | 2 |                 |                 |
|  | 22 июня –           |                     | Приштина  | 2 |                 |                 |
|  |                     | Интер Эскальдес     | 0         |   |                 |                 |
|  | ХБ Торсхавн         | Интер Эскальдес     | 0         | 0 |                 |                 |
|  | ХБ Торсхавн         |                     |           | 0 |                 |                 |
|  | Интер Эскальдес     | 1                   |           |   |                 |                 |
|  | Интер Эскальдес     | 1                   |           |   |                 |                 |

### Таблица
| Команда 1         | Результат | Команда 2       |
| ----------------- | --------- | --------------- |
| Фольгоре/Фальчано | 0:2       | Приштина        |
| ХБ Торсхавн       | 0:1       | Интер Эскальдес |

| Команда 1 | Результат | Команда 2       |
| --------- | --------- | --------------- |
| Приштина  | 2:0       | Интер Эскальдес |

### Матчи
| Фольгоре/Фальчано | 0:2     | Приштина                                  |
| ----------------- | ------- | ----------------------------------------- |
|                   | (отчёт) | Эндрит Красничи 51′ · Хоти Мендурим 90+1′ |

| ХБ Торсхавн | 0:1     | Интер Эскальдес  |
| ----------- | ------- | ---------------- |
|             | (отчёт) | Жорди Бетриу 61′ |

| Приштина                 | 2:0     | Интер Эскальдесс |
| ------------------------ | ------- | ---------------- |
| Эндрит Красничи 45′, 58′ | (отчёт) |                  |

## Первый квалификационный раунд
Жеребьёвка первого квалификационного раунда была проведена 15 июня 2021 года в 12:00 CEST.

### Посев
Всего в первом квалификационном раунде принимают участие 32 команды: 31 команда начинает с этого раунда, также к ним присоединится победитель предварительного квалификационного раунда. Посев команд производится на основе таблицы клубных коэффициентов УЕФА 2021. Для победителя предварительного раунда, который не был известен на момент проведения жеребьёвки, будет использоваться клубный коэффициент оставшейся команды, имеющей наивысший рейтинг. Команда 1 проводит первый матч дома.
| Группа 1                                                 | Группа 1                                   | Группа 2                                     | Группа 2                                  | Группа 3                                      | Группа 3                                            |
| Сеянные                                                  | Несеянные                                  | Сеянные                                      | Несеянные                                 | Сеянные                                       | Несеянные                                           |
| -------------------------------------------------------- | ------------------------------------------ | -------------------------------------------- | ----------------------------------------- | --------------------------------------------- | --------------------------------------------------- |
| - Линкольн Ред Импс - Легия - Слован Братислава - Мальмё | - Шемрок Роверс - Фола - Рига - Будё-Глимт | - Алашкерт - Шкендия - Будучность - ЧФР Клуж | - Борац - ХИК - Мура - Коннах Куэй Номадс | - Лудогорец - Динамо Тбилиси - Кайрат - Шериф | - Теута - Нефтчи - Шахтёр Солигорск - Маккаби Хайфа |
| Группа 4                                                 |                                            |                                              |                                           |                                               |                                                     |
| Сеянные                                                  | Несеянные                                  |                                              |                                           |                                               |                                                     |
| - Динамо Загреб - Флора - Ференцварош - Жальгирис        | - Валюр - Хибернианс - Линфилд - Приштина  |                                              |                                           |                                               |                                                     |

1. ↑  † Победитель предварительного раунда, который не был известен на момент проведения жеребьевки. Команды, выделенные курсивом, победили команду с более высоким коэффициентом, тем самым фактически взяв коэффициент своего соперника по жеребьёвке.

Победители выходят в путь чемпионов во второй квалификационный раунд. Проигравшие команды переходят в путь чемпионов квалификации Лиги конференций 2021/2022: 15 команд — во второй квалификационный раунд и 1 команда — в третий.

### Таблица
Первые матчи сыграны 6 и 7 июля, ответные — 13 и 14 июля 2021.
| Команда 1          | Итог | Команда 2         | 1-й матч | 2-й матч |
| ------------------ | ---- | ----------------- | -------- | -------- |
| Фола               | 2:7  | Линкольн Ред Импс | 2:2      | 0:5      |
| Слован Братислава  | 3:2  | Шемрок Роверс     | 2:0      | 1:2      |
| Мальмё             | 2:1  | Рига              | 1:0      | 1:1      |
| Будё-Глимт         | 2:5  | Легия             | 2:3      | 0:2      |
| Коннах Куэй Номадс | 2:3  | Алашкерт          | 2:2      | 0:1      |
| ХИК                | 7:1  | Будучность        | 3:1      | 4:0      |
| ЧФР Клуж           | 4:3  | Борац             | 3:1      | 1:2      |
| Шкендия            | 0:6  | Мура              | 0:1      | 0:5      |
| Теута              | 0:5  | Шериф             | 0:4      | 0:1      |
| Динамо Тбилиси     | 2:4  | Нефтчи            | 1:2      | 1:2      |
| Маккаби Хайфа      | 1:3  | Кайрат            | 1:1      | 0:2      |
| Лудогорец          | 2:0  | Шахтёр Солигорск  | 1:0      | 1:0      |
| Ференцварош        | 6:1  | Приштина          | 3:0      | 3:1      |
| Жальгирис          | 5:2  | Линфилд           | 3:1      | 2:1      |
| Флора              | 5:0  | Хибернианс        | 2:0      | 3:0      |
| Динамо Загреб      | 5:2  | Валюр             | 3:2      | 2:0      |

Примечания
1. ↑  Проигравшие по жребию получают пропуск в третий квалификационный раунд Лиги конференций[9].

### Матчи
| Фола                             | 2:2     | Линкольн Ред Импс          |
| -------------------------------- | ------- | -------------------------- |
| Бенси 65′ · Денис Ахметджика 66′ | (отчёт) | Карралеро 26′ · Бритто 50′ |

| Линкольн Ред Импс                                           | 5:0     | Фола |
| ----------------------------------------------------------- | ------- | ---- |
| Де Барр 19′, 73′ · Уокер 39′ (пен.), 68′ (пен.) · Ронан 58′ | (отчёт) |      |

| Слован Братислава | 2:0     | Шемрок Роверс |
| ----------------- | ------- | ------------- |
| Ратао 28′, 47′    | (отчёт) |               |

| Шемрок Роверс                | 2:1     | Слован Братислава |
| ---------------------------- | ------- | ----------------- |
| Берк 16′ (пен.) · Тауэлл 64′ | (отчёт) | Вайсс 73′         |

| Мальмё    | 1:0     | Рига |
| --------- | ------- | ---- |
| Чолак 50′ | (отчёт) |      |

| Рига         | 1:1     | Мальмё    |
| ------------ | ------- | --------- |
| Пауревич 57′ | (отчёт) | Чолак 33′ |

| Будё-Глимт                          | 2:3     | Легия                         |
| ----------------------------------- | ------- | ----------------------------- |
| Эрик Ботхейм 45+1′ · Жозе Витор 78′ | (отчёт) | Лукиньяс 2′ · Эмрели 41′, 61′ |

| Легия                        | 2:0     | Будё-Глимт |
| ---------------------------- | ------- | ---------- |
| Лукиньяс 41′ · Пегхарт 90+5′ | (отчёт) |            |

| Коннас-Ки Номадс              | 2:2     | Алашкерт          |
| ----------------------------- | ------- | ----------------- |
| Керран 19′ · Джордж Хоран 79′ | (отчёт) | Хурцидзе 21′, 45′ |

| Алашкерт    | 1:0     | Коннас-Ки Номадс |
| ----------- | ------- | ---------------- |
| Безкур 113′ | (отчёт) |                  |

| ХИК                                  | 3:1     | Будучность           |
| ------------------------------------ | ------- | -------------------- |
| Риски 5′ · Валенчич 7′ · Саксела 13′ | (отчёт) | Раичкович 35′ (пен.) |

| Будучность | 0:4     | ХИК                                     |
| ---------- | ------- | --------------------------------------- |
|            | (отчёт) | Риски 6′, 49′ · Валенчич 35′ · Жаир 40′ |

| ЧФР Клуж                                | 3:1     | Борац          |
| --------------------------------------- | ------- | -------------- |
| Омрани 11′ · Дяк 28′ · Сигурьонссон 60′ | (отчёт) | Мораитис 45+1′ |

| Борац                                      | 2:1     | ЧФР Клуж   |
| ------------------------------------------ | ------- | ---------- |
| Стоян Враньеш 60′ · Панайотис Мораитис 64′ | (отчёт) | Кипчу 118′ |

| Шкендия | 0:1     | Мура                 |
| ------- | ------- | -------------------- |
|         | (отчёт) | Бобичанец 28′ (пен.) |

| Мура                                              | 5:0     | Шкендия |
| ------------------------------------------------- | ------- | ------- |
| Бобичанец 25′, 45+1′ · Клепач 55′, 87′ · Коус 64′ | (отчёт) |         |

| Теута | 0:4     | Шериф                                           |
| ----- | ------- | ----------------------------------------------- |
|       | (отчёт) | Энрике 15′, 45+1′ · Траоре 56′ · Кастаньеда 89′ |

| Шериф     | 1:0     | Теута |
| --------- | ------- | ----- |
| Траоре 6′ | (отчёт) |       |

| Динамо Тбилиси | 1:2     | Нефтчи                       |
| -------------- | ------- | ---------------------------- |
| Марушич 36′    | (отчёт) | Алескеров 23′ · Махмудов 57′ |

| Нефтчи                              | 2:1     | Динамо Тбилиси |
| ----------------------------------- | ------- | -------------- |
| Махмудов 58′ (пен.) · Алескеров 68′ | (отчёт) | Радин 51′      |

| Маккаби Хайфа | 1:1     | Кайрат   |
| ------------- | ------- | -------- |
| Ацили 45′     | (отчёт) | Алип 76′ |

| Кайрат                      | 2:0     | Маккаби Хайфа |
| --------------------------- | ------- | ------------- |
| Вагнер Лав 10′ · Абикен 66′ | (отчёт) |               |

| Лудогорец            | 1:0     | Шахтёр Солигорск |
| -------------------- | ------- | ---------------- |
| Оливейра-Соуза 90+2′ | (отчёт) |                  |

| Шахтёр Солигорск | 0:1     | Лудогорец    |
| ---------------- | ------- | ------------ |
|                  | (отчёт) | Десподов 71′ |

| Ференцварош                       | 3:0     | Приштина |
| --------------------------------- | ------- | -------- |
| Нгуен 71′ · Ммаэ 74′ · Блажич 78′ | (отчёт) |          |

| Приштина | 1:3     | Ференцварош         |
| -------- | ------- | ------------------- |
| Хоти 67′ | (отчёт) | Узуни 49′, 80′, 86′ |

| Жальгирис                                      | 3:1     | Линфилд             |
| ---------------------------------------------- | ------- | ------------------- |
| Видмон 38′ · Киш 45′ (пен.) · Джонс 68′ (авт.) | (отчёт) | Кристи Манзинга 54′ |

| Линфилд          | 1:2     | Жальгирис                 |
| ---------------- | ------- | ------------------------- |
| Шилдс 66′ (пен.) | (отчёт) | Миколюнас 17′ · Онази 44′ |

| Флора             | 2:0     | Хибернианс |
| ----------------- | ------- | ---------- |
| Саппинен 75′, 89′ | (отчёт) |            |

| Хибернианс | 0:3     | Флора                                   |
| ---------- | ------- | --------------------------------------- |
|            | (отчёт) | Зенёв 25′ · Саппинен 33′ · Рейнкорт 87′ |

| Динамо Загреб                     | 3:2     | Валюр                                 |
| --------------------------------- | ------- | ------------------------------------- |
| Адеми 8′, 72'′ · Майер 41′ (пен.) | (отчёт) | Сигурдссон 88′ · Андри Адольфссон 89′ |

| Валюр | 0:2     | Динамо Загреб            |
| ----- | ------- | ------------------------ |
|       | (отчёт) | Иванушец 31′ · Оршич 89′ |

## Второй квалификационный раунд
Жеребьевка второго квалификационного раунда состоялась 16 июля 2021 года в 12:00 CEST.

### Посев
Всего во втором квалификационный раунде примут участия 26 команд. Они разделены на два пути:
- Путь чемпионов: 4 команды начнут с этого раунда, а также 16 победителей первого квалификационного раунда. Команды будут распределены на три группы по 6 команд, где 3 будут «сеяными» и 3 «несеянымм».
- Путь представителей лиг: 6 команд начнут с этого раунда. 3 команды будут «сеяными» и 3 «несеянымм».

Первая команда, выпавшая в каждой паре при жеребьевке, будет хозяином поля.
| Группа 1                           | Группа 1                             | Группа 2                             | Группа 2                     | Группа 3                                      | Группа 3                                     |
| Сеяные                             | Несеянные                            | Сеяные                               | Несеянные                    | Сеяные                                        | Несеянные                                    |
| ---------------------------------- | ------------------------------------ | ------------------------------------ | ---------------------------- | --------------------------------------------- | -------------------------------------------- |
| - Динамо Загреб - Янг Бойз - Легия | - Слован Братислава - Флора - Омония | - Олимпиакос - Црвена Звезда - Шериф | - Алашкерт - Нефтчи - Кайрат | - Лудогорец - Мальмё - ЧФР Клуж - Ференцварош | - Мура - Жальгирис - ХИК - Линкольн Ред Импс |

1. 1 2 3 4 5 6 7 8 9 10 11 12 13 14 15 16  † Победители первого отборочного раунда. Команды отмеченные курсивом победили команду с более высоким коэффициентом, тем самым взяв коэффициент своего соперника при жеребьевке.

| Сеяные                        | Несеянные                                |
| ----------------------------- | ---------------------------------------- |
| - Селтик - ПСВ - Спарта Прага | - Рапид Вена - Галатасарай - Мидтьюлланн |

### Таблица
| Команда 1         | Итог | Команда 2     | 1-й матч | 2-й матч |
| ----------------- | ---- | ------------- | -------- | -------- |
| Динамо Загреб     | 3:0  | Омония        | 2:0      | 1:0      |
| Слован Братислава | 2:3  | Янг Бойз      | 0:0      | 2:3      |
| Легия             | 3:1  | Флора         | 2:1      | 1:0      |
| Алашкерт          | 1:4  | Шериф         | 0:1      | 1:3      |
| Олимпиакос        | 2:0  | Нефтчи        | 1:0      | 1:0      |
| Кайрат            | 2:6  | Црвена Звезда | 2:1      | 0:5      |
| Линкольн Ред Импс | 1:4  | ЧФР Клуж      | 1:2      | 0:2      |
| Мальмё            | 4:3  | ХИК           | 2:1      | 2:2      |
| Ференцварош       | 5:1  | Жальгирис     | 2:0      | 3:1      |
| Мура              | 1:3  | Лудогорец     | 0:0      | 1:3      |

| Команда 1  | Итог | Команда 2    | 1-й матч | 2-й матч |
| ---------- | ---- | ------------ | -------- | -------- |
| Рапид Вена | 2:3  | Спарта Прага | 2:1      | 0:2      |
| Селтик     | 2:3  | Мидтьюлланн  | 1:1      | 1:2      |
| ПСВ        | 7:2  | Галатасарай  | 5:1      | 2:1      |

### Матчи

#### Путь чемпионов
| Динамо Загреб          | 2:0     | Омония |
| ---------------------- | ------- | ------ |
| - Майер 65′ - Якич 81′ | (отчёт) |        |

| Омония | 0:1     | Динамо Загреб |
| ------ | ------- | ------------- |
|        | (отчёт) | - Менало 79′  |

| Слован Братислава | 0:0     | Янг Бойз |
| ----------------- | ------- | -------- |
|                   | (отчёт) |          |

| Янг Бойз                                      | 3:2     | Слован Братислава              |
| --------------------------------------------- | ------- | ------------------------------ |
| - Сибачо 10′ (пен.) - Гарсия 24′ - Эбишер 49′ | (отчёт) | - Канга 60′ (авт.) - Хенти 62′ |

| Легия                       | 2:1     | Флора          |
| --------------------------- | ------- | -------------- |
| - Капустка 3′ - Лопеш 90+1′ | (отчёт) | - Саппинен 53′ |

| Флора | 0:1     | Легия       |
| ----- | ------- | ----------- |
|       | (отчёт) | - Лопеш 67′ |

| Алашкерт | 0:1     | Шериф        |
| -------- | ------- | ------------ |
|          | (отчёт) | Луваннор 84′ |

| Шериф                                           | 3:1     | Алашкерт     |
| ----------------------------------------------- | ------- | ------------ |
| - Дуланто 15′ - Луваннор 23′ - Тилль 87′ (пен.) | (отчёт) | - Глишич 10′ |

| Олимпиакос      | 1:0     | Нефтчи |
| --------------- | ------- | ------ |
| - М. Камара 29′ | (отчёт) |        |

| Нефтчи | 0:1     | Олимпиакос    |
| ------ | ------- | ------------- |
|        | (отчёт) | - Масурас 15′ |

| Кайрат                   | 2:1     | Црвена Звезда          |
| ------------------------ | ------- | ---------------------- |
| - Канте 24′ - Баньяк 79′ | (отчёт) | - Миканович 57′ (авт.) |

| Црвена Звезда                                         | 5:0     | Кайрат |
| ----------------------------------------------------- | ------- | ------ |
| - Катаи 9′, 42′ - Дьони 21′ - Иванич 49′ - Фалько 56′ | (отчёт) |        |

| Линкольн Ред Импс | 1:2     | ЧФР                |
| ----------------- | ------- | ------------------ |
| - Роса 45′        | (отчёт) | - Дебелюх 52′, 58′ |

| ЧФР                             | 2:0     | Линкольн Ред Импс |
| ------------------------------- | ------- | ----------------- |
| - Сестор 18′ - Сигурьонссон 58′ | (отчёт) |                   |

| Мальмё                          | 2:1     | ХИК             |
| ------------------------------- | ------- | --------------- |
| - Чолак 45+1′ - Кристиансен 74′ | (отчёт) | - Ро. Риски 68′ |

| ХИК                        | 2:2     | Мальмё                              |
| -------------------------- | ------- | ----------------------------------- |
| - Тенхо 1′ - Ри. Риски 78′ | (отчёт) | - Кристиансен 10′ - Бирманчевич 76′ |

| Ференцварош             | 2:0     | Жальгирис |
| ----------------------- | ------- | --------- |
| - Узуни 25′ - Нгуен 39′ | (отчёт) |           |

| Жальгирис        | 1:3     | Ференцварош                    |
| ---------------- | ------- | ------------------------------ |
| - Пап Диау 90+3′ | (отчёт) | - Р. Ммаэ 44′, 72′ - Мак 90+4′ |

| Мура | 0:0     | Лудогорец |
| ---- | ------- | --------- |
|      | (отчёт) |           |

| Лудогорец                           | 3:1     | Мура              |
| ----------------------------------- | ------- | ----------------- |
| - Сотириу 4′ - Ману 82′ - Каули 90′ | (отчёт) | - Томи Хорват 64′ |

#### Путь представителей лиг
| Рапид Вена              | 2:1     | Спарта Прага |
| ----------------------- | ------- | ------------ |
| - Кнасмюлльнер 63′, 71′ | (отчёт) | - Крейчий 3′ |

| Спарта Прага                      | 2:0     | Рапид Вена |
| --------------------------------- | ------- | ---------- |
| - Карлссон 16′ (пен.) - Пешек 81′ | (отчёт) |            |

| Селтик      | 1:1     | Мидтьюлланн   |
| ----------- | ------- | ------------- |
| - Абада 39′ | (отчёт) | - Эвандер 66′ |

| Мидтьюлланн               | 2:1 (доп. вр.) | Селтик          |
| ------------------------- | -------------- | --------------- |
| - Мабил 61′ - Нвадике 94′ | (отчёт)        | - Макгрегор 48′ |

| ПСВ                                    | 5:1     | Галатасарай  |
| -------------------------------------- | ------- | ------------ |
| - Захави 2′, 35′, 84′ - Гётце 51′, 88′ | (отчёт) | - Кылынч 42′ |

| Галатасарай | 1:2     | ПСВ                            |
| ----------- | ------- | ------------------------------ |
| - Диань 84′ | (отчёт) | - Мадуэке 37′ - Ван Гинкел 59′ |

## Третий квалификационный раунд
Жеребьевка третьего квалификационного раунда состоялась 19 июля 2021 года  12:00 CEST.

### Посев
Всего в третьем квалификационном раунде примут участия 16 команд. Они разделены на два пути: 
- Путь чемпионов: 2 команды начнут с этого раунда, а также 10 победителей второго квалификационного раунда (Путь чемпионов).
- Путь представителей лиг: 5 команды начнут с этого раунда, а также 3 победителя второго квалификационного раунда (Путь представителей лиг).

Посев команд производится на основе таблице клубных коэффициентов УЕФА. Первая команда, выпавшая в каждой паре при жеребьевке, будет хозяином поля.
| Группа 1                                | Группа 1                       | Группа 2                                   | Группа 2                       |
| Сеянные                                 | Несеянные                      | Сеянные                                    | Несеянные                      |
| --------------------------------------- | ------------------------------ | ------------------------------------------ | ------------------------------ |
| - Динамо Загреб - Олимпиакос - Янг Бойз | - Лудогорец - ЧФР Клуж - Легия | - Славия Прага - Црвена Звезда - Рейнджерс | - Мальмё - Шериф - Ференцварош |

| Сеянные                                            | Несеянные                                      |
| -------------------------------------------------- | ---------------------------------------------- |
| - Шахтёр (Донецк) - Бенфика - Монако - Мидтьюлланн | - Генк - ПСВ - Спартак (Москва) - Спарта Прага |

1. 1 2 3 4 5 6 7 8 9 10 11 12 13  † Победители второго отборочного раунда. Команды отмеченные курсивом победили команду с более высоким коэффициентом, тем самым взяв коэффициент своего соперника при жеребьевке.

### Таблица
| Команда 1     | Итог         | Команда 2    | 1-й матч | 2-й матч       |
| ------------- | ------------ | ------------ | -------- | -------------- |
| Динамо Загреб | 2:1          | Легия        | 1:1      | 1:0            |
| ЧФР Клуж      | 2:4          | Янг Бойз     | 1:1      | 1:3            |
| Олимпиакос    | 3:3 (1:4 п.) | Лудогорец    | 1:1      | 2:2 (доп. вр.) |
| Црвена Звезда | 1:2          | Шериф        | 1:1      | 0:1            |
| Мальмё        | 4:2          | Рейнджерс    | 2:1      | 2:1            |
| Ференцварош   | 2:1          | Славия Прага | 2:0      | 0:1            |

| Команда 1        | Итог | Команда 2       | 1-й матч | 2-й матч |
| ---------------- | ---- | --------------- | -------- | -------- |
| ПСВ              | 4:0  | Мидтьюлланн     | 3:0      | 1:0      |
| Спартак (Москва) | 0:4  | Бенфика         | 0:2      | 0:2      |
| Генк             | 2:4  | Шахтёр (Донецк) | 1:2      | 1:2      |
| Спарта Прага     | 1:5  | Монако          | 0:2      | 1:3      |

### Матчи

#### Путь чемпионов
| Динамо Загреб  | 1:1     | Легия      |
| -------------- | ------- | ---------- |
| - Петкович 60′ | (отчёт) | - Мучи 82′ |

| Легия | 0:1     | Динамо Загреб |
| ----- | ------- | ------------- |
|       | (отчёт) | - Франич 20′  |

| ЧФР       | 1:1     | Янг Бойз       |
| --------- | ------- | -------------- |
| - Маня 4′ | (отчёт) | - Сьерро 90+3′ |

| Янг Бойз                        | 3:1     | ЧФР         |
| ------------------------------- | ------- | ----------- |
| - Сибачо 23′, 42′ - Нгамалё 25′ | (отчёт) | - Омрани 4′ |

| Олимпиакос   | 1:1     | Лудогорец      |
| ------------ | ------- | -------------- |
| - Камара 87′ | (отчёт) | - Десподов 50′ |

| Лудогорец                                | 2:2 (доп. вр.) | Олимпиакос                          |
| ---------------------------------------- | -------------- | ----------------------------------- |
| - Семеду 49′ (авт.) - Сотириу 57′ (пен.) | (отчёт)        | - М’Вила 31′ - Эль-Араби 68′ (пен.) |
| Пенальти                                 |                |                                     |
| Сотириу · Сантана · Вердон · Сисиньо     | 4–1            | Вальбуэна · Хасан · Лала            |

| Црвена Звезда | 1:1     | Шериф            |
| ------------- | ------- | ---------------- |
| - Дьони 45+1′ | (отчёт) | - Кастаньеда 33′ |

| Шериф            | 1:0     | Црвена Звезда |
| ---------------- | ------- | ------------- |
| - Арболеда 45+2′ | (отчёт) |               |

| Мальмё                             | 2:1     | Рейнджерс     |
| ---------------------------------- | ------- | ------------- |
| - Серен Рикс 47′ - Бирманчевич 49′ | (отчёт) | - Дэвис 90+5′ |

| Рейнджерс     | 1:2     | Мальмё           |
| ------------- | ------- | ---------------- |
| - Морелос 19′ | (отчёт) | - Чолак 53′, 58′ |

| Ференцварош                                | 2:0     | Славия |
| ------------------------------------------ | ------- | ------ |
| - Качараба 44′ (авт.) - Харатин 50′ (пен.) | (отчёт) |        |

| Славия         | 1:0     | Ференцварош |
| -------------- | ------- | ----------- |
| - Масопуст 36′ | (отчёт) |             |

#### Путь представителей лиг
| ПСВ                                   | 3:0     | Мидтьюлланн |
| ------------------------------------- | ------- | ----------- |
| - Мадуэке 19′ - Гётце 29′ - Гакпо 32′ | (отчёт) |             |

| Мидтьюлланн | 0:1     | ПСВ           |
| ----------- | ------- | ------------- |
|             | (отчёт) | - Брума 90+3′ |

| Спартак (Москва) | 0:2     | Бенфика                    |
| ---------------- | ------- | -------------------------- |
|                  | (отчёт) | - Силва 51′ - Жилберто 74′ |

| Бенфика                         | 2:0     | Спартак (Москва) |
| ------------------------------- | ------- | ---------------- |
| - Мариу 58′ - Жиго 90+2′ (авт.) | (отчёт) |                  |

| Генк         | 1:2     | Шахтёр (Донецк)                |
| ------------ | ------- | ------------------------------ |
| - Онуачу 39′ | (отчёт) | - Тете 63′ (пен.) - Патрик 81′ |

| Шахтёр (Донецк)                   | 2:1     | Генк          |
| --------------------------------- | ------- | ------------- |
| - Траоре 27′ - Маркос Антонио 76′ | (отчёт) | - Дессерс 90′ |

| Спарта Прага | 0:2     | Монако                      |
| ------------ | ------- | --------------------------- |
|              | (отчёт) | - Чуамени 37′ - Фолланд 59′ |

| Монако                                 | 3:1     | Спарта Прага   |
| -------------------------------------- | ------- | -------------- |
| - Мартинш 50′ - Головин 56′ - Диоп 81′ | (отчёт) | - Карлссон 78′ |

## Раунд плей-офф
Жеребьевка плей-офф состоялась 2 августа 2021 года 12:00 CEST.

### Посев
Всего в раунде плей-офф примут участие 12 команд. Они разделены на два пути: 
- Путь чемпионов: 2 команды начнут с этого раунда, а также 6 победителей третьего квалификационного раунда (Путь чемпионов).
- Путь представителей лиг: 4 победителя третьего квалификационного раунда (Путь представителей лиг).

Посев команд производится на основе таблице клубных коэффициентов УЕФА. Для победителей третьего квалификационного раунда (если участник на момент жеребьевки неизвестен) используется клубный коэффициент оставшейся команды с самым высоким рейтингом в паре. Первая команда, выпавшая в каждой паре при жеребьевке, будет хозяином первого матча.
| Seeded                                                  | Unseeded                              |
| ------------------------------------------------------- | ------------------------------------- |
| - Зальцбург - Динамо (Загреб) - Ференцварош - Лудогорец | - Янг Бойз - Шериф - Мальмё - Брондбю |

| Seeded                      | Unseeded       |
| --------------------------- | -------------- |
| - Шахтёр (Донецк) - Бенфика | - Монако - ПСВ |

1. 1 2 3 4 5 6 7 8  † Победители третьего отборочного раунда. Команды отмеченные курсивом победили команду с более высоким коэффициентом, тем самым взяв коэффициент своего соперника при жеребьевке.

### Таблица
| Команда 1 | Итог | Команда 2       | 1-й матч | 2-й матч |
| --------- | ---- | --------------- | -------- | -------- |
| Зальцбург | 4:2  | Брондбю         | 2:1      | 2:1      |
| Янг Бойз  | 6:4  | Ференцварош     | 3:2      | 3:2      |
| Мальмё    | 3:2  | Лудогорец       | 2:0      | 1:2      |
| Шериф     | 3:0  | Динамо (Загреб) | 3:0      | 0:0      |

| Команда 1 | Итог | Команда 2       | 1-й матч | 2-й матч       |
| --------- | ---- | --------------- | -------- | -------------- |
| Монако    | 2:3  | Шахтёр (Донецк) | 0:1      | 2:2 (доп. вр.) |
| Бенфика   | 2:1  | ПСВ             | 2:1      | 0:0            |

### Матчи

#### Путь чемпионов
| Зальцбург                 | 2:1     | Брондбю |
| ------------------------- | ------- | ------- |
| Адейеми 56′ · Эронсон 90′ | (отчёт) | Уре 4′  |

| Брондбю    | 1:2     | Зальцбург              |
| ---------- | ------- | ---------------------- |
| Макссё 62′ | (отчёт) | Шешко 4′ · Эронсон 10′ |

| Янг Бойз                           | 3:2     | Ференцварош   |
| ---------------------------------- | ------- | ------------- |
| Элиа 16′ · Сьерро 40′ · Гарсия 65′ | (отчёт) | Боли 14′, 82′ |

| Ференцварош           | 2:3     | Янг Бойз                                   |
| --------------------- | ------- | ------------------------------------------ |
| Уинго 18′ · Райан 27′ | (отчёт) | Зесигер 4′ · Фасснахт 56′ · Мамбимби 90+3′ |

| Мальмё                       | 2:0     | Лудогорец |
| ---------------------------- | ------- | --------- |
| Бирманчевич 26′ · Бергет 61′ | (отчёт) |           |

| Лудогорец                         | 2:1     | Мальмё          |
| --------------------------------- | ------- | --------------- |
| Недялков 10′ · Сотириу 60′ (пен.) | (отчёт) | Бирманчевич 42′ |

| Шериф                         | 3:0     | Динамо (Загреб) |
| ----------------------------- | ------- | --------------- |
| Траоре 45′, 80′ · Коловос 54′ | (отчёт) |                 |

| Динамо (Загреб) | 0:0     | Шериф |
| --------------- | ------- | ----- |
|                 | (отчёт) |       |

#### Путь представителей лиг
| Монако | 0:1     | Шахтёр (Донецк) |
| ------ | ------- | --------------- |
|        | (отчёт) | Педриньо 19′    |

| Шахтёр (Донецк)                 | 2:2 (доп. вр.) | Монако              |
| ------------------------------- | -------------- | ------------------- |
| Марлос 74′ · Агилар 114′ (авт.) | (отчёт)        | Бен Йеддер 18′, 39′ |

| Бенфика                | 2:1     | ПСВ       |
| ---------------------- | ------- | --------- |
| Силва 10′ · Вайгль 42′ | (отчёт) | Гакпо 51′ |

| ПСВ | 0:0     | Бенфика |
| --- | ------- | ------- |
|     | (отчёт) |         |

## Комментарии
1. 1 2 3 4 5 6  В связи с распространением COVID-19 в Европе матч прошёл без зрителей.
2. 1 2  «Алашкерт» сыграл свои домашние на Республиканском стадионе имени Вазгена Саркисяна, Ереван, вместо своего основного стадиона «Алашкерт», Ереван, который не отвечает требованиям УЕФА.